# Truid Gregersen Ulfstand
Truid Gregersen Ulfstand (født 1487, død 16. november 1545) var en dansk adelsmand, godsejer og rigsråd. Han var aktiv i Norge i 1500-tallet, på den tid hvor landet kom i realunion med Danmark. 

## Rigsråd
Han var søn af lensmand Gregers Jepsen til Torup og Else Torbernsdatter Bille, og dermed bror til Holger Gregersen Ulfstand. Truid arvede godset Torup i Skåne af sin far. Omkring 1520 blev han gift med Ide Lagesdatter Brock; de fik 4 sønner og 3 døtre. I 1522 blev fik han Varberg slot, som han beholdt til sin død. Han blev optaget i Rigsrådet ved Frederik II af Danmark og Norges tronbestigning, og slået til ridder ved kroningen i 1524.

## I Norge
I 1531 deltog han i forhandlingerne om Christian II af Danmark og Norges skæbne i København, før han sammen med Claus Bille blev sendt til Norge for at bringe landet under kong Frederik. I Oslo holdt de ting med landets indbyggere og fik stormændene til at anerkende kongen. Senere drog de til Trondheim, hvor de indgik et forlig med ærkebiskoppen.
Truids første hustru var død i 1531 eller 1532. Under et ophold i Stockholm 1534 giftede han sig igen med en ung enke, Gjørvel Fadersdatter Sparre. Han begav sig derefter til Malmø, hvor han blev holdt i fangenskab i 9 uger under Jørgen Knocks oprør. Han slap fri ved at anerkende Grev Kristoffer som sin herre 10. august. 

## Varberg
Nu sendte kong Gustav en hær mod Halland, som fra 10. november belejrede Varberg. Truid forsvarede slottet indtil hans fætter Claus Bille fik en våbenhvile i stand, mod at Truid erklærede sig neutral.
Efter at den skånske adel gik over til svenskerne, blev den tyske landsknægt Marcus Meyer sendt til Truid på Varberg. Meyer indgik en hemmelig overenskomst med byens indbyggere om at overrumple slottet. Dette lykkedes 12. marts 1535; Truid selv slap bort, men hans hustru og barn blev tilbage som fanger. Han gik nu åbent over til hertug Christian, og samlede en lille hær som lod Varberg belejre. Ved pinse 1536 sendte Christian undsætning; Marcus Meyer måtte overgive sig og blev halshugget 17. august ved Helsingør.
1537 blev Truid igen sendt til Norge, denne gang for at bringe landet under kong Christian. Efter at have været i Trondheim drog han til Hamar, hvor han tvang biskop Mogens til at afstå bispedømmet og bispegården. En ny rejse i Norge blev foretaget i 1539. 
Truid døde på Torup 16. november 1545 og er begravet i Lund domkirke i Skåne.